# TON 618

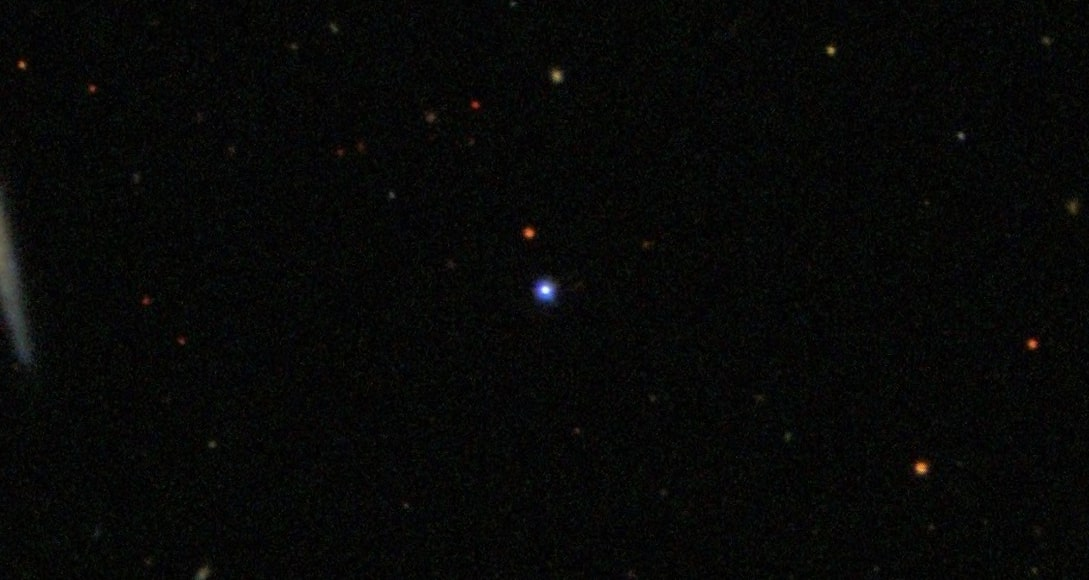
TON 618, được chụp bởi Sloan Digital Sky Survey Data Release 9 (DR9). Chuẩn tinh xuất hiện dưới dạng chấm sáng màu trắng xanh ở tâm. Có thể thấy ánh sáng của TON 618 làm lu mờ đi thiên hà chứa đựng nó.

TON 618 là một chuẩn tinh vô tuyến cách rất xa và rất sáng, có vị trí biểu kiến thuộc chòm sao Lạp Khuyển của thiên cầu Bắc. Các bằng chứng khoa học cho thấy TON 618 có lẽ chứa đựng một lỗ đen có khối lượng lớn nhất vũ trụ khả kiến, xấp xỉ 66 tỷ lần Khối lượng Mặt Trời.

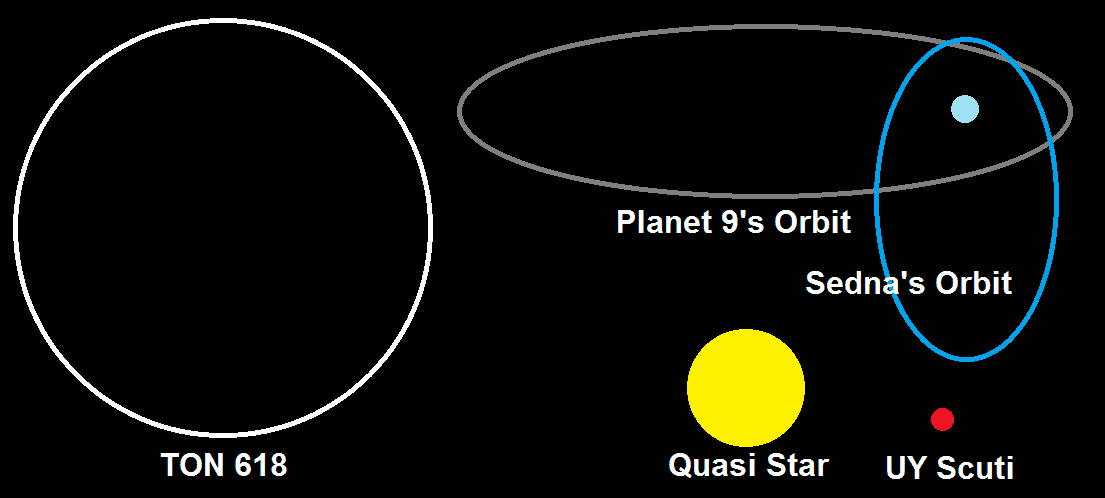
Kích thước của TON 618

## Lịch sử quan sát
Trước năm 1963, các chuẩn tinh vẫn chưa được công nhận nên việc quan sát thấy TON 618 vào năm 1957 chỉ được giả định như là một thiên thể chưa được biết đến khi đang khảo sát các sao xanh nhạt (sao lùn trắng) nằm cách xa mặt phẳng Ngân Hà. Trên các bức ảnh chụp bằng kính viễn vọng Schmidt đường kính 0,7 mét của Đài thiên văn quốc gia Tonantzintla ở Puebla, México, nó xuất hiện chỉ là một vệt tím mờ và được liệt kê số 618 trong danh sách Tonantzintla.
Năm 1970, một cuộc khảo sát vô tuyến tại Bologna đã phát hiện ra sóng vô tuyến từ TON 618, chỉ ra rằng đó là một chuẩn tinh. Marie-Helene Ulrich sau đó thu được quang phổ của TON 618 tại Đài thiên văn McDonald cho thấy các vạch quang phổ điển hình của một chuẩn tinh. Từ sự dịch chuyển đỏ của các vạch, Ulrich suy luận rằng TON 618 ở rất xa, và do đó là một trong những chuẩn tinh sáng nhất đã biết đến.

## Lỗ đen siêu khối lượng
Các quan sát cho thấy TON 618 là một chuẩn tinh với đĩa bồi tụ gồm các dòng khí nóng quay nhanh quanh một lỗ đen khổng lồ nằm ở trung tâm một thiên hà. Tập hợp các sao của thiên hà này không thể quan sát thấy từ Trái Đất vì chuẩn tinh này quá lớn. Ánh sáng bắt nguồn từ chuẩn tinh này được ước tính là 10,4 tỷ năm tuổi trước khi đến với Trái Đất. TON 618 có cấp sao tuyệt đối -30,7, tỏa sáng với độ sáng bằng 4×1040 watt, nghĩa là gấp 140 nghìn tỷ lần Mặt Trời, khiến nó trở thành một trong những thiên thể sáng nhất vũ trụ.
TON 618 có phổ chứa các bức xạ rộng hơn nhiều so với đĩa bồi tụ quanh nó, cho thấy rằng các dòng khí đang chuyển động rất nhanh với vận tốc khoảng 7.000 km/s. Điều đó chứng tỏ lỗ đen trung tâm có một sức hấp dẫn cực mạnh.
Kích thước của TON 618 có thể suy đoán thông qua độ sáng của chuẩn tinh. Từ kích thước này và tốc độ quay, các phép tính cho thấy khối lượng của lỗ đen trung tâm vào khoảng 66 tỷ lần khối lượng Mặt Trời. Với khối lượng này, TON 618 thuộc về một phân lớp mới của các lỗ đen siêu khối lượng. Bán kính Schwarzschild tương ứng với khối lượng này có kích thước cỡ 1.300 AU (Đơn vị thiên văn) - AU là khoảng cách trung bình của Trái Đất và Mặt Trời, xấp xỉ 150 triệu km.